# 가나오카촌 (오사카부)
가나오카촌(일본어: 金岡村)은 일본 오사카부 미나미카와치군에 설치되었던 촌이다. 현재의 사카이시 기타구의 일부에 해당한다.

## 역사
- 1889년 4월 1일 - 정촌제 시행에 의해 야카미군 가나오카촌이 성립하였다.
- 1896년 4월 1일 - 군 통합에 의해 미나미카와치군이 성립하였다.
- 1932년 2월 2일 - 한와 전기 철도 사카이시 정류장(현재의 사카이시역)이 개업하였다.
- 1932년 3월 16일 - 일본제국 육군 제4사단 기병 제4연대가 오사카시 히가시구 야마코바시정에 있는 사나다산에서 오오지 나가소네로 이전하였다.
  - 육군 부지는 현재 긴키관구 경찰학교·국립병원기구 긴키중앙호흡기센터(구 긴키중앙흉부질환센터)·가네오카공원·오사카노사이병원·사카이시립 나가오중학교 등으로 전용되고 있다.
- 1938년 9월 1일 - 고카쇼촌, 모즈촌과 함께 사카이시에 편입해, 동일 가나오카촌은 폐지되었다.

## 참고문헌
- 角川日本地名大辞典 27 大阪府